# Oise (flod)

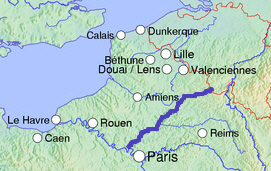
Karta över Oise.

Oise är en flod som rinner från Ardennerna i Belgien till Seine i norra Frankrike. Den är 330 km lång och är Seines största biflod med avseende på avrinningsområde och näst längst räknat på längd. Avrinningsområdet är 16 667 km², medelflödet vid mynningen 110 m³/s. Oise utgör en viktig vattenväg mellan Seine och floderna Schelde, Somme och Sambre. 

## Källhänvisningar
1. ↑   Oise i Nationalencyklopedins nätupplaga. Läst 18 februari 2015.